# Патриарший летописный свод (1670-е годы)
Патриарший летописный свод 1670-х годов — русская летопись, памятник летописания XVII века, созданный в Чудовом монастыре. Предположительно его автором является Варлаам Палицын. Представляет собой сложную компиляцию из ряда источников, масштабный исторический труд, основанный на таких источниках, как Никоновская летопись, Русский хронограф, новгородские и псковские летописи, Космография, Новый летописец, Хроника Мартина Бельского и др.
Среди исследователей Варлаам Палицын считается автором своеобразного «Синопсиса русской истории». Это предположение основано на рукописи БАН, которая содержит исторические выписки и вкладную келаря Варлаама 1686 года о передаче им «книги летописной в десть, своих трудов» в Успенский Тихвинский монастырь. Рукопись БАН относится ко времени около 1730 года, поэтому запись Варлаама относится к её оригиналу. В рукописи БАН частично скопировано оглавление и произведены выписки из Патриаршего свода 1670—1680-х годов по списку, который близок к рукописи РГБ. Летописью Варлаама или её копией ещё в 1720-х годах в своей работе по русской истории использовал С. Д. Голицын. Таким образом, Варлаам является составителем Патриаршего свода 1670—1680-х годов.